# Lista siturilor arheologice din județul Călărași - I
Lista siturilor arheologice din județul Călărași - I conține toate siturile arheologice din județul Călărași înscrise în Repertoriul Arheologic Național (RAN) și aflate în localități al căror nume începe cu litera I. RAN este administrat de Ministerul Culturii și Patrimoniului Național și cuprinde date științifice, cartografice, topografice, imagini și planuri, precum și orice alte informații privitoare la zonele cu potențial arheologic, studiate sau nu, încă existente sau dispărute.
Puteți căuta un sit din localitățile care încep cu litera I folosind formularul de mai jos sau puteți naviga prin toate siturile din județ la Lista siturilor arheologice din județul Călărași.
| Cod RAN      | Denumire | Localitate                            | Adresă                      | Datare                                      | Descoperit | Coordonate                                    | Imagine           | Erori            |
| ------------ | --- | ------------------------------------- | --------------------------- | ------------------------------------------- | ---------- | --------------------------------------------- | ----------------- | ---------------- |
| 103773.01.01 | Complexul de așezări preistorice din zona satului Ileana / ansamblu anonim (Categorie: așezare) (Tip: Așezare)           | sat Ileana, comuna Ileana             | Vila firmei SC Moda Ela SRL | Coslogeni                                   | 2000       | 44°30′34″N 26°35′41″E / 44.50945°N 26.59472°E | Încărcați imagine | Raportați eroare |
| 103773.01.02 | Complexul de așezări preistorice din zona satului Ileana / ansamblu anonim (Categorie: așezare) (Tip: Așezare)           | sat Ileana, comuna Ileana             | Vila firmei SC Moda Ela SRL | geto-dacică                                 | 2000       | 44°30′34″N 26°35′41″E / 44.50945°N 26.59472°E | Încărcați imagine | Raportați eroare |
| 103773.01.03 | Complexul de așezări preistorice din zona satului Ileana / ansamblu anonim (Categorie: așezare) (Tip: Așezare)           | sat Ileana, comuna Ileana             | Vila firmei SC Moda Ela SRL | Sântana de Mureș - Cerneahov sec. IV p.Chr. | 2000       | 44°30′34″N 26°35′41″E / 44.50945°N 26.59472°E | Încărcați imagine | Raportați eroare |
| 103773.01.04 | Complexul de așezări preistorice din zona satului Ileana / ansamblu anonim (Categorie: așezare) (Tip: Așezare)           | sat Ileana, comuna Ileana             | Vila firmei SC Moda Ela SRL | Dridu sec. IX-X                             | 2000       | 44°30′34″N 26°35′41″E / 44.50945°N 26.59472°E | Încărcați imagine | Raportați eroare |
| 103773.02    | Așezarea geto-dacică de la Ileana (Categorie: așezare) (Tip: așezare)                                                    | sat Ileana, comuna Ileana             |                             |                                             |            | 44°30′31″N 26°38′46″E / 44.50861°N 26.64611°E | Încărcați imagine | Raportați eroare |
| 103773.03.01 | Așezarea de secol IV p.Chr. de la Ileana / ansamblu anonim (Categorie: așezare) (Tip: Așezare)                           | sat Ileana, comuna Ileana             |                             | Sântana de Mureș - Cerneahov sec. IV p.Chr. | 1937       | 44°29′47″N 26°29′05″E / 44.49639°N 26.48472°E | Încărcați imagine | Raportați eroare |
| 103773.04.01 | Așezarea pluristratificată de la Ileana / ansamblu anonim (Categorie: așezare) (Tip: Așezare)                            | sat Ileana, comuna Ileana             |                             | Sântana de Mureș - Cerneahov sec. IV p.Chr. | 1937       | 44°30′31″N 26°38′46″E / 44.50861°N 26.64611°E | Încărcați imagine | Raportați eroare |
| 103773.04.02 | Așezarea pluristratificată de la Ileana / ansamblu anonim (Categorie: așezare) (Tip: Așezare)                            | sat Ileana, comuna Ileana             |                             | Dridu sec. IX-X p.Chr.                      | 1937       | 44°30′31″N 26°38′46″E / 44.50861°N 26.64611°E | Încărcați imagine | Raportați eroare |
| 103773.05.01 | Așezarea pluristratificată de la Ileana (limita vestică a satului) / ansamblu anonim (Categorie: așezare) (Tip: așezare) | sat Ileana, comuna Ileana             |                             | Sântana de Mureș - Cerneahov sec. IV p.Chr  | 1956       | 44°29′38″N 26°39′11″E / 44.49389°N 26.65306°E | Încărcați imagine | Raportați eroare |
| 103773.05.02 | Așezarea pluristratificată de la Ileana (limita vestică a satului) / ansamblu anonim (Categorie: așezare) (Tip: Așezare) | sat Ileana, comuna Ileana             |                             | Dridu sec. IX-X                             | 1956       | 44°29′38″N 26°39′11″E / 44.49389°N 26.65306°E | Încărcați imagine | Raportați eroare |
| 103773.05.03 | Așezarea pluristratificată de la Ileana (limita vestică a satului) / ansamblu anonim (Categorie: așezare) (Tip: Așezare) | sat Ileana, comuna Ileana             |                             |                                             | 1956       | 44°29′38″N 26°39′11″E / 44.49389°N 26.65306°E | Încărcați imagine | Raportați eroare |
| 93842.01.01  | Așezarea Coslogeni de la Iezeru / ansamblu anonim (Categorie: locuire) (Tip: așezare)                                    | sat Iezeru, comuna Jegălia            |                             | Coslogeni sf. Mil. II î.Hr.                 |            | 44°16′27″N 27°38′17″E / 44.2742°N 27.63811°E  | Încărcați imagine | Raportați eroare |
| 103773.06.01 | Așezarea Coslogeni de la Ileana / ansamblu anonim (Categorie: locuire) (Tip: așezare)                                    | sat Ileana, comuna Ileana             |                             | Coslogeni sf. Mil. II î.Hr.                 |            | 44°30′32″N 26°39′45″E / 44.50877°N 26.66247°E | Încărcați imagine | Raportați eroare |
| 93780.01.01  | Așezarea Coslogeni de la Independența / ansamblu anonim (Categorie: locuire) (Tip: așezare)                              | sat Independența, comuna Independența |                             | Coslogeni sf. Mil. II î.Hr.                 |            | 44°16′00″N 27°08′58″E / 44.26655°N 27.14946°E | Încărcați imagine | Raportați eroare |